# Edward C. Kalbfus

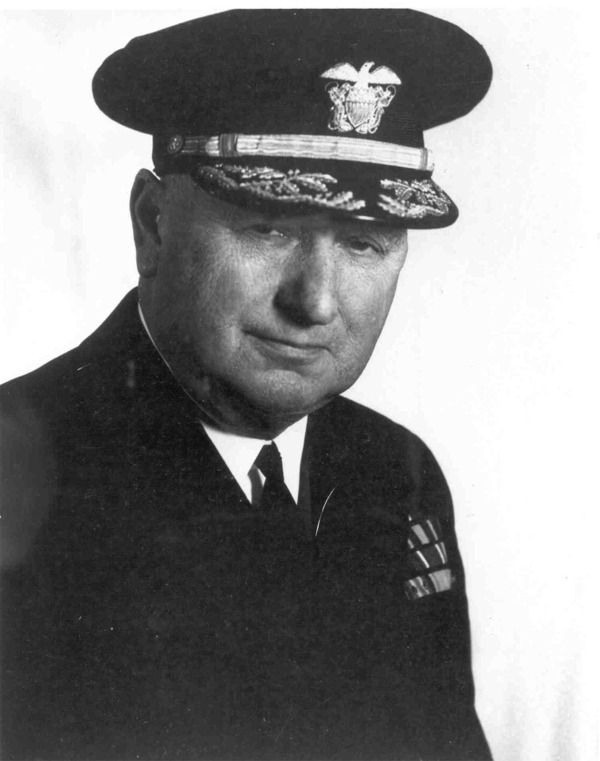
Edward Kalbfus, 1935.

Edward Clifford Kalbfus (* 29. November 1877 in Mauch Chunk, Pennsylvania; † 6. September 1954 in Newport, Rhode Island) war ein Admiral der United States Navy. Er war einer der Wenigen, die zweimal Präsident des Naval War College waren. 1944 war er Mitglied der Untersuchungsgerichts der US Navy („Naval Court of Inquiry“), das die Umstände des japanischen Angriffes auf Pearl Harbor, vom 7. Dezember 1941, untersuchte.

## Leben

### Frühe Jahre
Edward Kalbfus kam als Sohn von Daniel Kalbfus und Mary E. Jones Kalbfus im heutigen Jim Thorpe, dem Verwaltungssitz von Carbon County, Pennsylvania, zur Welt. Er besuchte das Albright College in Reading, bevor er sich 1895 an der United States Naval Academy in Annapolis, Maryland, einschrieb. Dort war er ein sehr aktiver Sportler, denn er spielte Football und war der Kapitän der Baseballmannschaft aus dem ersten Jahrgang. Neben den Ausbildungsfahrten auf dem Segelschulschiff Monongahela wurde der junge Seekadett aufgrund des Spanisch-Amerikanischen Krieges im Juni 1898 auf das Schlachtschiff Oregon (BB-3) versetzt. Während dieses Konfliktes nahm er an der Schlacht um Santiago de Cuba teil, wobei er unter anderem Zeuge der Versenkung des spanischen Kreuzers Reina Mercedes wurde. Nach Beendigung der Seeblockade von Havanna konnte er an die Marineakademie zurückkehren und sein Studium 1899 beenden.
Im Rang eines Ensign beteiligte er sich an der Niederschlagung der philippinischen Unabhängigkeitsbewegung und half an der Evakuierung von US-amerikanischen Zivilisten an den Schauplätzen des Russisch-Japanischen Krieges. 1905 wurde Kalbfus Ausbilder auf der Marineakademie. Ende Mai 1906 wurde er auf die USS Newark beordert, die in den darauffolgenden Monaten im Hafen von Havanna stationiert war um die amerikanischen Interessen der kubanischen Politik zu prüfen. Im darauffolgenden November besetzte Kalbfus den Posten des Gunnery Officers auf der USS Kansas, die ein Jahr später Teil der so genannten Großen Weißen Flotte wurde, die den Globus umschiffte.
Ab 1910 versah Kalbfus diverse Dienste innerhalb der US-Atlantikflotte: Er war Adjutant des kommandierenden Admirals, Offizier für Übungsschießangelegenheiten und Navigator auf der Wyoming (BB-32), die im April 1914 an der Okkupation der mexikanischen Hafenstadt Veracruz beteiligt war. Danach war er stellvertretender Direktor der Abteilung Gunnery Exercises and Engineering Competitions des Navy Departments in Washington, D.C.

### Erster Weltkrieg
Mit dem US-amerikanischen Eintritt in den Ersten Weltkrieg, wurde er Kapitän der USS Pocahontas (SP-3044). Dieses 10.881-BRT-Transportschiff fuhr unter dem Namen Prinzess Irene für die Reederei Norddeutscher Lloyd und wurde bei Kriegsbeginn im Hafen von New York City interniert. Im April 1916 wurde sie schließlich von der US Navy unter einem anderen Namen in Dienst gestellt und transportierte amerikanische Soldaten nach Frankreich. Edward Kalbfus wurde mit dem Navy Cross ausgezeichnet, weil er das Schiff vor der Versenkung durch das deutsche Unterseeboot U 151 bewahrte. Gegen Kriegsende wurde er kommandierender Offizier der Iowa (BB-4).

### Zwischenkriegszeit

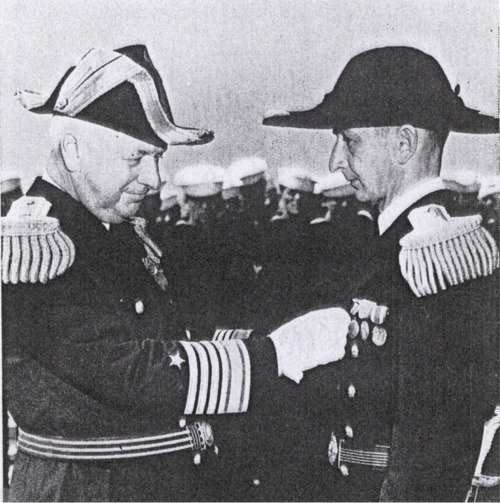
VAdm. Kalbfus überreicht das Navy Cross an Lieutenant Arthur Ferdinand Anders am 27. August 1938. Er war der Erste Offizier des Kanonenbootes Panay, das am 12. Dezember 1937 von japanischen Kampfflugzeugen am Jangtse-Fluss angegriffen und schließlich versenkt wurde.

Kalbfus kommandierte verschiedene Zerstörergeschwader im Atlantik, bevor er 1921 zum Chef der Flotteninstandhaltungsabteilung, des Büros von Admiral Robert E. Coontz, dem damaligen Chief of Naval Operations, ernannt wurde.
Anschließend wurde er der erste Kapitän des zur Omaha-Klasse gehörenden Kreuzers Trenton (CL-11), die am 19. April 1924 offiziell in Dienst gestellt wurde. 1926 wurde er Student am Naval War College, das er im Jahr darauf erfolgreich abschloss, und wurde Mitglied des Lehrkörpers in der Abteilung für Logistik, Personal und Nachschub. 1929 wurde er zum kommandierenden Offizier der California (BB-44) und ab 1930 Stabschef unter dem damaligen Kommandeur der Schlachtschiffflotte der US-Pazifikflotte in San Diego, Kalifornien. Anschließend wurde er zum Rear Admiral befördert und arbeitete er als Direkter der Abteilung für strategische Planung im Marineministerium, später als Kommandant der Zerstörerflotte.
Von Juni 1934 bis Dezember 1936 wurde er Präsident des Naval War Colleges in Newport, Rhode Island, und danach bis Juni 1939 kommandierender Admiral der Schlachtschiffflotte der US-Pazifikflotte. Während dieser Zeit erhielt Kalbfus die Beförderung zum Vice Admiral und entdeckte nebenbei in einer Ausgabe des Life Magazine einen Artikel über einen im Prototypenstadium befindlichen Amphibienpanzers. Kalbfus wusste von den im Ministerium stattfindenden Diskussionen über eine neuartige amphibische Kriegsführung und sandte diese Information an seine Vorgesetzten weiter, ohne zu wissen, dass dieses später „Landing Vehicle Tracked“ genannte Fahrzeug kriegsentscheidend sein würde.
Im Anschluss daran wurde er bis November 1942 neuerlich Präsident des Naval War Colleges.

### Zweiter Weltkrieg
Aufgrund des Kriegsausbruches in Europa und des dadurch ausgelösten U-Boot-Krieges im Atlantik wurde Kalbfus neben seiner Ausbildungstätigkeit zum Kommandanten der örtlichen Marinebasis. Er gründete eine Flugabwehr-Trainingseinrichtung und koordinierte die Aufstellung der Flugabwehrbatterien im Umkreis von Newport. Für diese Leistung wurde ihm der Orden Legion of Merit verliehen und er im Rang eines Admirals in den Ruhestand versetzt.

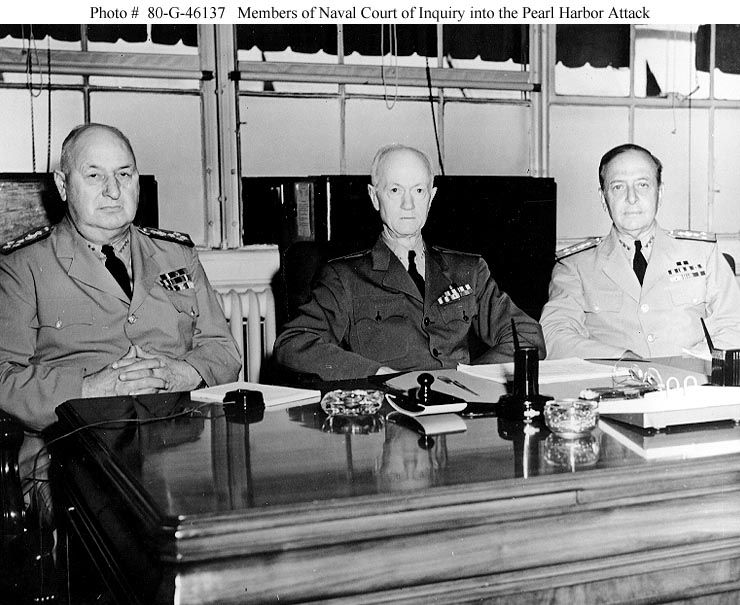
Mitglieder des Naval Court of Inquiry: Kalbfus, Murfin und Andrews (v. l. n. r.).

Am 13. Juni 1944 billigte der 78. Kongress der Vereinigten Staaten je eine Untersuchungsgerichts der US Navy („Naval Court of Inquiry“), welches den japanischen Angriff auf Pearl Harbor, vom 7. Dezember 1941, analysieren sollte und einen entsprechenden Bericht anfertigen sollte. Marineminister James Forrestal bestellte am 13. Juli Admiral i. R. Orin Murfin als Vorsitzenden und neben Vice Admiral i. R. Adolphus Andrews und Captain Harold Biesemeier vom Judge Advocate General’s Corps, auch Edward Kalbfus als Mitglied dieser Kommission.
Während der vom 20. Juli bis 20. Oktober 1944 laufenden Untersuchung wurden 1397 Seiten protokolliert.
Im Gegensatz zu der von Präsident Roosevelt einberufenen Roberts-Kommission, entlastete die Marinekommission Admiral Husband Kimmel, da dieser den Bereitschaftsgrad der Flotte entsprechend dem ihn zur Verfügung stehenden Informationen wählte. Besonderes Gewicht wurde darauf gelegt, dass die Flakgeschütze der Schiffe einsatzbereit waren und bei Beginn des Angriffs sofort das Feuer eröffneten, während die Flakbatterien der Armee teilweise stundenlang auf Munition warteten. Der damalige Chief of Naval Operations Admiral Harold Stark hingegen wurde massiv kritisiert, weil er die Möglichkeit eines Angriffs nicht vorhergesehen hatte und Pearl Harbor in seiner Kriegswarnung nicht als mögliches Angriffsziel erwähnt wurde.
Nach der Untersuchungskommission war er noch Mitglied des General Board der Navy und bekleidete das Amt des Präsidenten des Naval Historical Centers, bevor 1946 seinen Ruhestand endgültig antreten konnte.

### Ruhestand
Seine Pension verbrachte Kalbfus in Middletown, Rhode Island, wo er 1949 sehr engagiert als Präsident der Newport Family Service Society tätig war. Nebenbei war er Mitglied beim Cruising Club of America, im Newport Country Club, im Army and Navy Club und der American Battle Monuments Commission.
Edward Clifford Kalbfus starb am 6. September 1954 in Newport und wurde am Nationalfriedhof Arlington in Washington D. C. beigesetzt. Seine Ehefrau Syria Brown Kalbfus starb am 22. Februar 1960 und wurde neben ihrem Gatten bestattet. Das Paar hatte keine Kinder.

## Auszeichnungen
Während seiner militärischen Laufbahn wurde er mit zahlreichen Orden ausgezeichnet.
Zu seinen Auszeichnungen zählen unter anderem das Navy Cross, die Legion of Merit, die American Defense Medal, die Philippine Campaign Medal, die World War One Victory Medal, die Mexican Service Medal und die Sampson Medal, die auch als West Indies Naval Campaign Medal bekannt ist. Seine einzige ausländische Auszeichnung ist der portugiesische Ritterorden von Avis.